# Saint-Pierre-de-la-Fage
Saint-Pierre-de-la-Fage là một xã thuộc tỉnh Hérault trong vùng Occitanie phía nam nước Pháp.